# Senufo

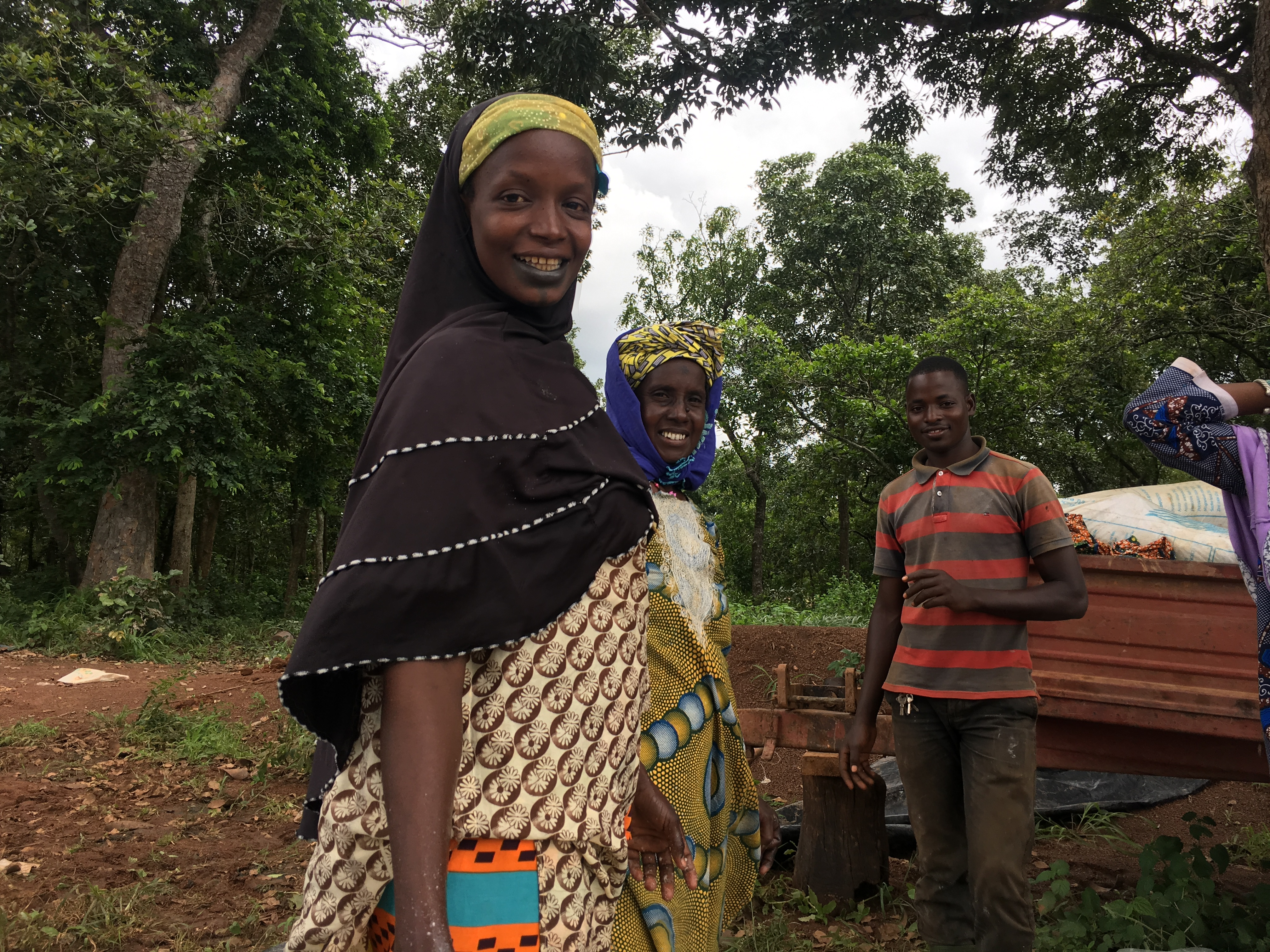
Senufo-vrouwen in Ivoorkust.

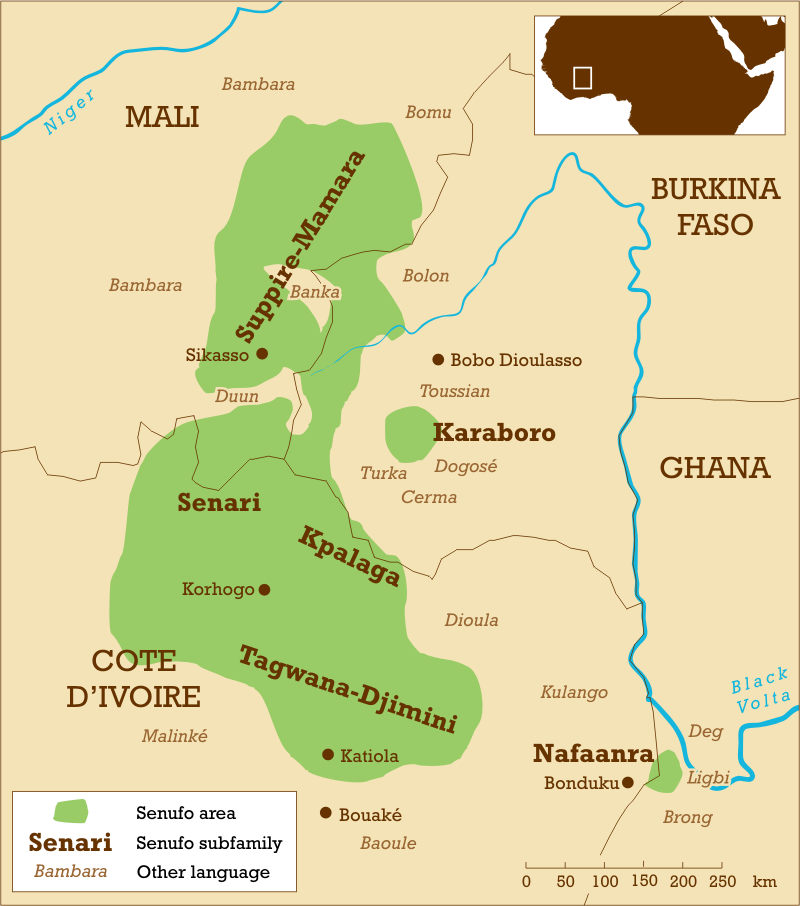
Het gebied waar de Sunofo leven.

De Senufo (Sénoufo) zijn een volk dat leeft in het noorden van Ivoorkust, het zuiden van Mali en het uiterste westen van Burkina Faso. De Senufo zijn onder te verdelen in verschillende subgroepen die allen een variant van de Senufo-taal spreken. Het Senufo is onderdeel van de veel grotere Gur-taalgroep. Tellingen van het aantal Senufo lopen uiteen van 1,5 tot 2,7 miljoen.

## Scheppingsmythe
De god van de Senufo heet Kolocolo. Deze god schiep de aarde die hij bevolkte met dieren en onsterfelijke wezens, Madebele. De Madebele wilden net als Kolocolo zelf ook werelden scheppen en raakten met hem in conflict. Daarop herriep Kolocolo hun onsterfelijkheid. Na hun dood werden zij onzichtbare zielen. Kolocolo schiep vervolgens de mensen. Deze gingen in dorpen wonen en het land bewerken. De Madebele werden vervolgens verjaagd naar het bos. In de cultuur van de Senufo resulteert dit in een belangrijke spanning tussen dorp en bos.

## Poro en andere mannengenootschappen
De Senufo hebben verschillende mannengenootschappen. Poro is daar een van. De Poro houden zich onder andere bezig met de maskerdans tijdens verschillende rituelen, met name tijdens begrafenissen en bij initiatieriten. Bij een begrafenis worden gezichtsmaskers gedragen in een antropomorfe vorm van een vrouw, Kpeliyee of Kpeli-yehe genoemd. Met deze maskers wordt de geest van de dode aangespoord om het huis te verlaten. In een dans met maskers door de Poro worden verschillende geesten opgeroepen die vervolgens bezit nemen van het masker en de danser. De maskers worden door de Poro niet alleen gebruikt tijdens dansen, maar ze worden door hen ook verzorgd. Tieners ondergaan verschillende perioden van initiatieriten om deel te worden van het genootschap. Tijdens deze riten wordt hen geheime kennis omtrent de maskers en de geestenwereld geopenbaard. De maskers van de Poro bestaan in verschillende soorten, die per regio verschillen. Veel van de maskers van de Poro zijn vernietigd tijdens de periode van de Massa-cultus in de jaren 1950.
Het Wabele genootschap is vooral actief in het zuidelijke deel van het Senufo gebied, rond de stad Korhogo. De taak van dit genootschap is om negatieve krachten en schadelijke geesten te detecteren en te vernietigen. Zij gebruiken daartoe de afschrikwekkende wanyugo maskers, die als een helm het gehele hoofd omsluiten. De maskers hebben een grote kaak met afschrikwekkende tanden, die aan een krokodil of hyena doen denken. Boven het makser is vaak een potje geplaatst voor een magische stof. De magie komt in werking zodra deze stof is aangebracht en als het masker gedragen wordt met een katoenen kostuum. De maskers worden zo gevaarlijk geacht dat ze op een afgelegen plaats in het bos bewaard worden, of samen met de maskers van de Poro in een heilige grot.

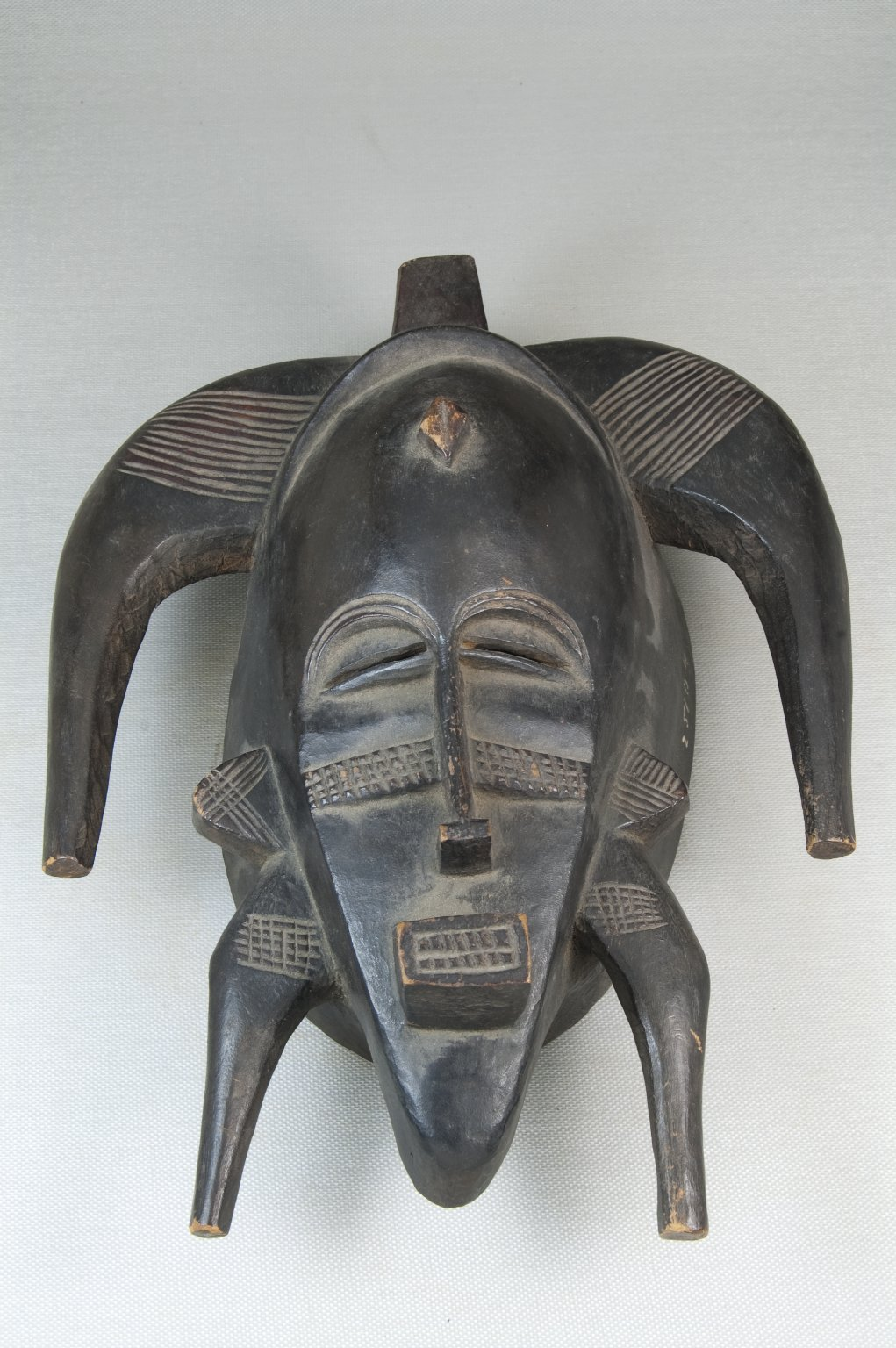
Kpeliyee masker van het Poro genootschap. De kop vertoont littekens die als versiering op een gezicht van een vrouw worden aangebracht. De mond steekt naar voren en de tanden zijn zichtbaar.
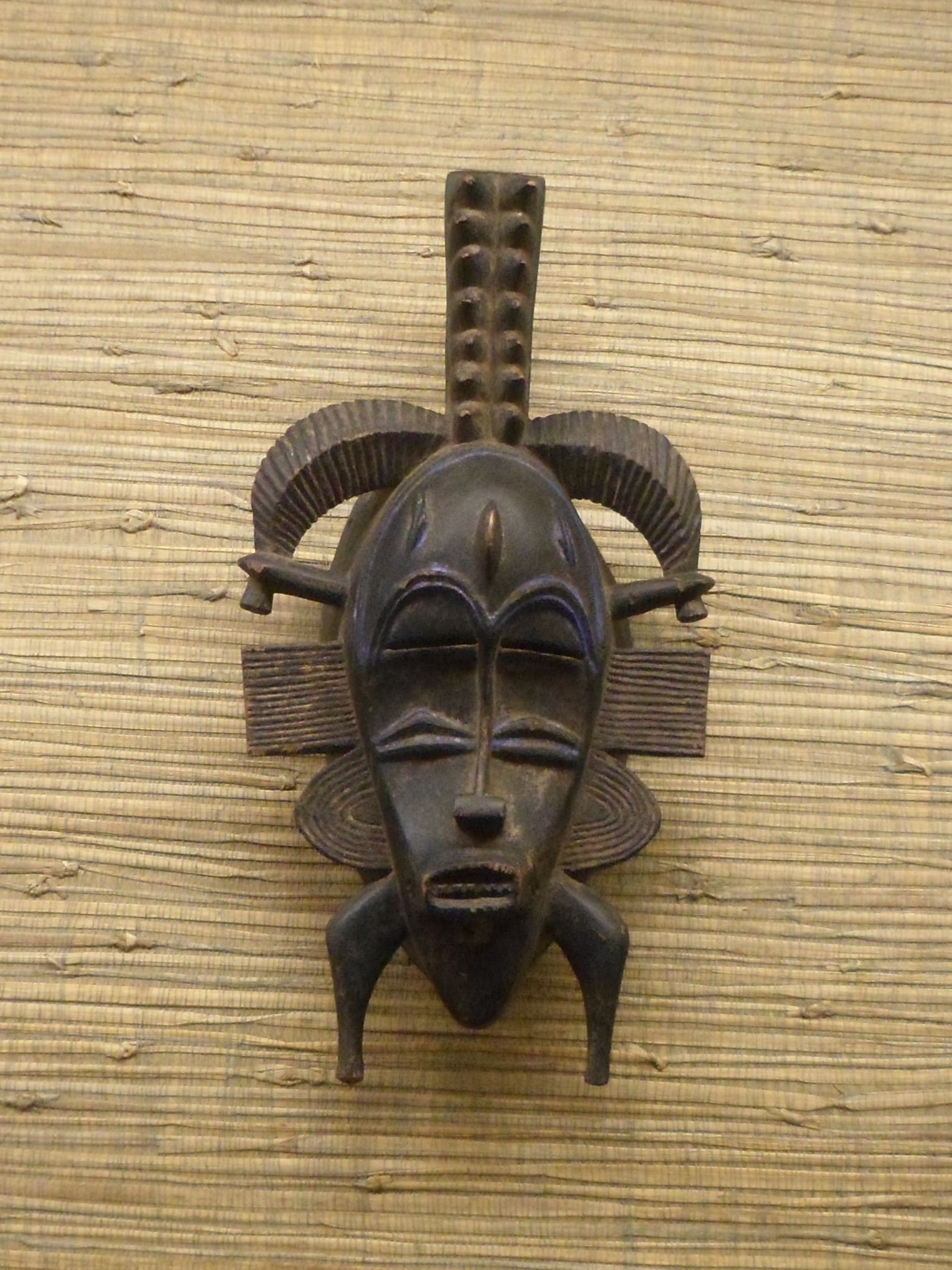
Een variant van het Kpeliyee masker
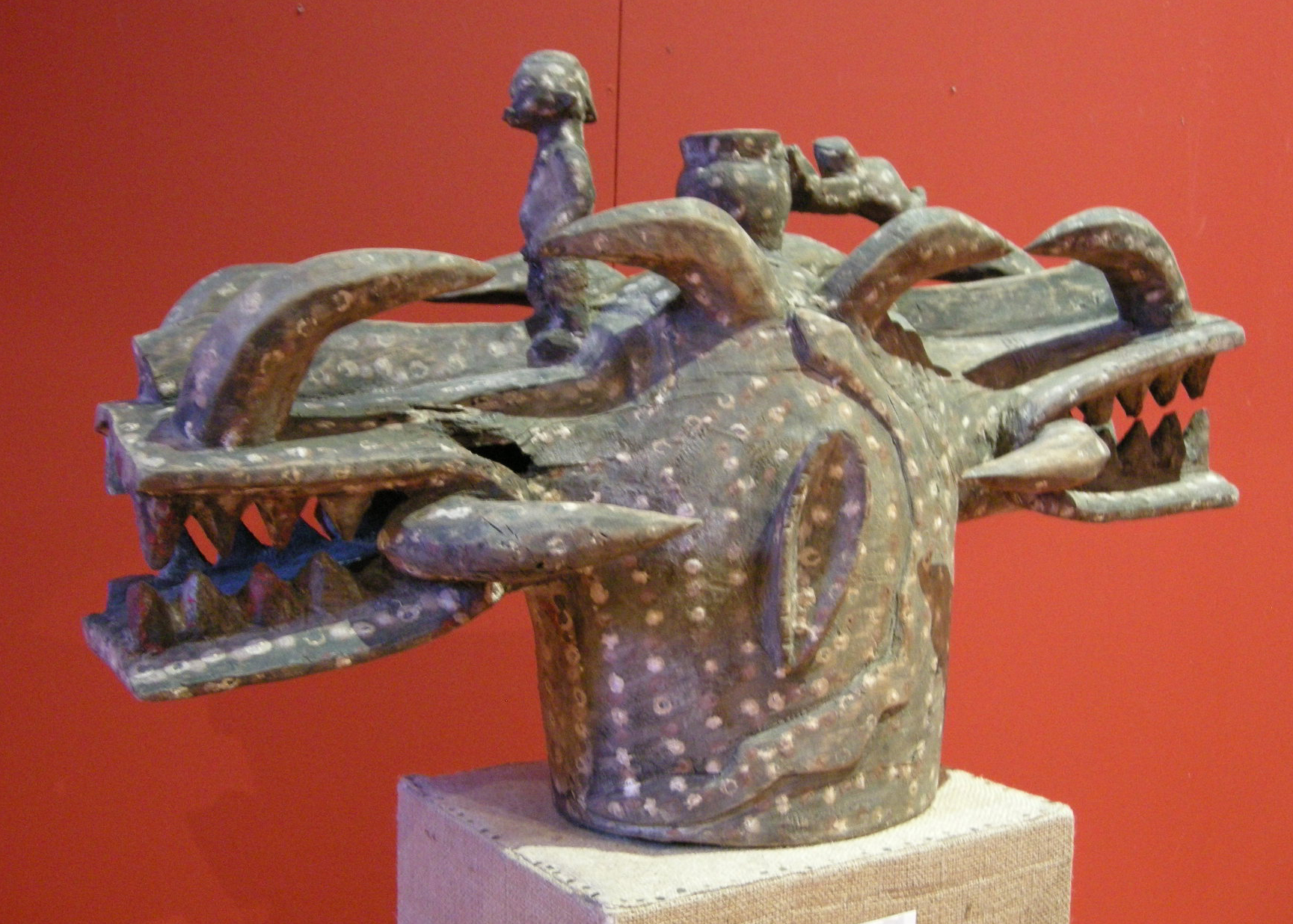
Wabele Masker
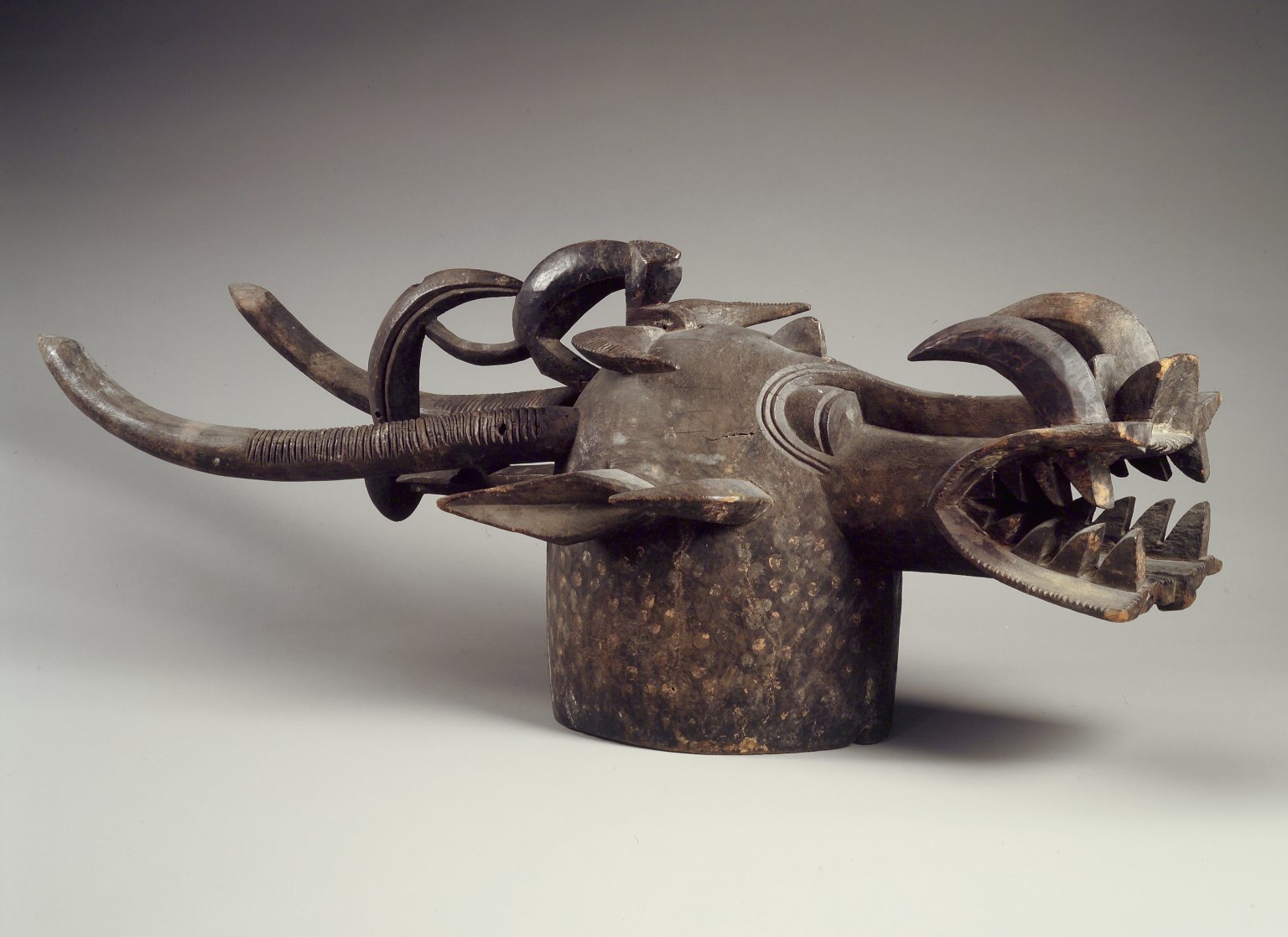
Wabele Masker met een januskop en een potje voor magische stof bovenop

## Sandogo-vrouwengenootschap
Sandogo is het vrouwengenootschap van de Senufo. Een select aantal vrouwen uit het genootschap kan de geesten raadplegen en de toekomst voorspellen. Deze vrouwen heten Sandobele. Een Sandobele gebruikt voor het voorspellen van de toekomst kleine beeldjes van hout of koper. De beeldjes zijn zo mooi mogelijk vormgegeven, dit om de Madebele, de bosgeesten, te verleiden bezit te nemen van de beeldjes. Zij kan de Madebele dan vervolgens vragen stellen. De Sandobele heeft een kom waarin zich botjes, schelpen en dergelijke bevinden. Zij werpt de voorwerpen uit de kom en kan vervolgens uit de volgorde van de objecten de antwoorden van de Madebele aflezen. De Madebele zijn de mensen niet altijd gunstig gezind. Het is dus belangrijk dat de Sandobele de controle houdt en dat ze de sessie op het juiste moment weet te beëindigen en de geesten weet te verjagen.

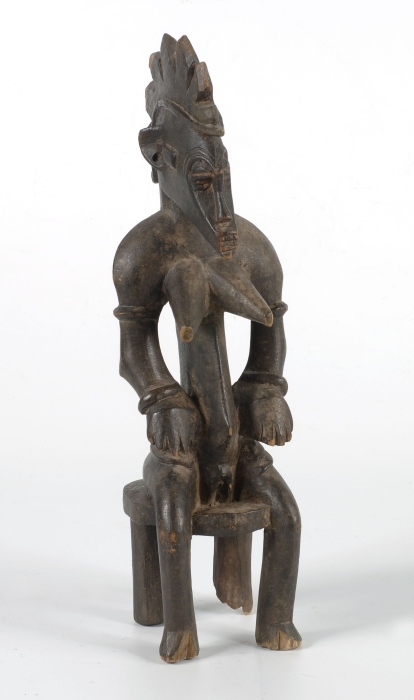
Houten beeld van een vrouw gebruikt bij waarzeggerij door een lid van het Sandogo genootschap
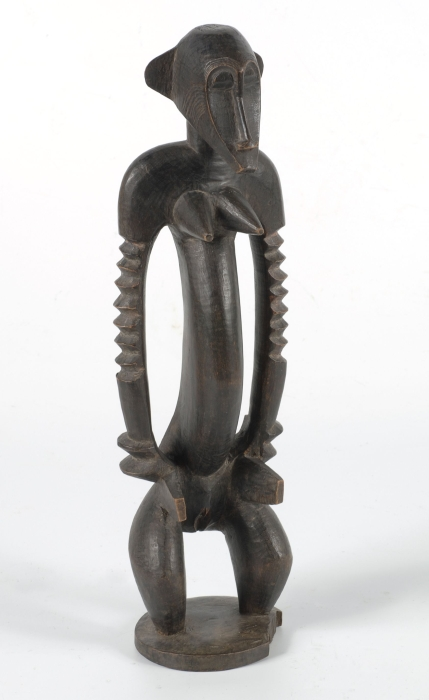
Houten beeld van een vrouw vermoedelijk voorouderfiguur, van het Sandogo genootschap